# Paratropus kryzhanovskii
Paratropus kryzhanovskii är en skalbaggsart som beskrevs av Kanaar 1997. Paratropus kryzhanovskii ingår i släktet Paratropus och familjen stumpbaggar. Inga underarter finns listade i Catalogue of Life.